# Neocompsa glaphyra
Neocompsa glaphyra là một loài bọ cánh cứng trong họ Cerambycidae.